# BigBuy
BigBuy es una plataforma mayorista de comercio electrónico especializada en dropshipping. Fue fundada en 2012 en Valencia (España).  

## Desarrollo
La plataforma ofrece tecnología, logística y servicios de operaciones a tiendas en línea, marcas y marketplaces. Su catálogo está publicado en 24 lenguas con 300.000 referencias de productos, y  5.305 marcas (2022). Los almacenes, de 30.000 m2 de superficie, se ubican en Moncada. Con una facturación de 110 millones € (2022), exporta el 95%, principalmente a países europeos. La firma ha reinvertido todas las ganancias. La empresa tiene 350 personas de plantilla, y en 2021 implantaron la semana laboral de 4 días.
En 2010, Salvador Esteve y Víctor P. Amarnani, los fundadores, que tenían una tienda de regalos en línea, empezaron a vender en Groupon y tras varios desacuerdos, la abandonaron. Más adelante evolucionaron ofreciendo el servicio dropshipping y con la internacionalización adoptaron el nombre de BigBuy en 2012. Tras usar Magento, pasaron a un desarrollo tecnológico a medida. En 2018, la compañía creó la herramienta Multi-Channel Integration Platform, para sincronizar con marketplaces y gestionar la venta en todos los canales desde una única herramienta.

## Servicios
Al comercio minorista para la creación de una tienda en Internet y para la distribución. Mediante el “dropshipping”, se administra inventario y existencias del minorista despachando los productos al cliente final con sincronización de pedidos e inventarios.
La venta al por mayor está destinada a vendedores y pequeños comercios. Disponen de una red de clientes por Europa que son los que venden al consumidor final.
Asistencia integral a las marcas ante las dificultades para vender multicanal, multipaís y multilenguaje; usan su propia tecnología y logística para que se produzca la venta y llegue el pedido al cliente final.  

## Premios
- Eawards 2016 - Ecommerce más innovador y Mejor eCommerce Internacional.[9]

- Ecommerce awards España 2015/2017- Mejor estrategia crossborder.[10]

- Eawards 2018 - Mejor tecnología Marketplace.[11]

- Paypal 2015 - Ecommerce más innovador.[12]

- PYME 2020- Digitalización e innovación - Cámara de Comercio de Valencia.[13]

- Premios CEPYME - Mejores prácticas de pago 2020.[14]

- Premio Empresa - Onda Cero 2021.[15]

- Premios Aster - Mejor Emprendedor 2022 - ESIC.[16]

- Marketplaces Awards 2022 - Mejor Catálogo para Marketplaces, Mejor logística y Mejor Directivo.[17]